# Antônio Justiniano Esteves Júnior
Antônio Justiniano Esteves Júnior (Desterro, 21 de março de 1832 — Rio de Janeiro, 9 de março de 1900) foi um senador do Brasil durante a República Velha (ou Primeira República).
Aos 13 anos de idade foi morar na cidade do Rio de Janeiro. Literato, foi abolicionista e republicano. Ao Clube Republicano do Desterro, fundado em 27 de junho de 1887, foi dado o nome Esteves Júnior. Ao ser proclamada a república em 15 de novembro de 1889 Esteves Júnior enviou um telegrama a Raulino Horn, presidente do Clube Republicano Esteves Júnior, notificando-o do fato. Indicou então ao marechal Deodoro da Fonseca o nome de Lauro Müller para governador de Santa Catarina.
Após a proclamação da república a Câmara Municipal do Desterro mudou a denominação da então Rua do Príncipe do Grão-Pará em Florianópolis para Rua Esteves Júnior, localizada no centro de Florianópolis.